# Gerry Anderson
Pour les articles homonymes, voir Anderson.
Gerry Anderson (né le 14 avril 1929 à Bloomsbury, au Royaume-Uni, et mort le 26 décembre 2012) est un producteur de séries de télévision britannique.
Durant les années 1960, Anderson conçoit avec sa femme Sylvia (née Sylvia Thamm le 25 mars 1927 à Londres et morte le 15 mars 2016 à Bray dans le Berkshire) plusieurs séries télévisées pour enfants dont les personnages sont des marionnettes animées grâce au procédé supermarionation. Sa société AP Films (en), renommée Century 21 Productions en 1965, produit notamment Les Sentinelles de l'air (Thunderbirds), L'escadrille sous-marine (Stingray) et Capitaine Scarlet (Captain Scarlet and the Mysterons).

## Biographie

### Jeunesse
Deborah (née Leonoff) et Joseph Abrahams, les parents de Gerry Anderson, sont originaires d'Europe de l'Est. Ils changent de nom après leur installation en Grande-Bretagne. Né à Bloomsbury en 1929, Gerry Anderson grandit à Kilburn puis à Neasden, dans le borough londonien de Brent. Il effectue un stage dans la Colonial Film Unit, qui dépend du ministère de l'Information britannique, puis est engagé par la société de production Gainsborough Pictures,. Durant son service militaire, il est opérateur radio dans la Royal Air Force.

### AP Films
Anderson et le réalisateur Arthur Provis (en) fondent la société de production AP Films (en) en 1957,. Ils sont approchés par l'auteur Roberta Leigh pour produire The Adventures of Twizzle, une série télévisée d'animation pour enfants utilisant des marionnettes. La société n'ayant pas d'autres commandes et devant faire face à des difficultés financières, les deux associés acceptent l'offre de Leigh, bien que leur intention de départ n'était pas de réaliser des films d'animation,. Ils produisent ensuite Torchy the Battery Boy, une autre série d'animation écrite par Leigh, dont le succès persuade Anderson et Provis de se spécialiser dans ce domaine. Sa troisième production est une comédie se passant au Far-Ouest intitulée Four Feather Falls. Par la suite, la société réalise les séries de science-fiction Supercar, Fusée XL5 (Fireball XL5) et L'Escadrille sous-marine (Stingray), dont les marionnettes sont animées grâce au procédé supermarionation mis au point par AP Films,.
Gerry Anderson travaille sur la série suivante à partir de 1963. Il est inspiré par le récit du sauvetage de mineurs bloqués sous terre lors d'un accident minier survenu en Allemagne. Les Sentinelles de l'air (Thunderbirds), diffusée à partir de 1965 sur le réseau britannique ITV, relate les aventures de l'organisation International Rescue. La série est diffusée en France sur Antenne 2 dès 1976.
Lew Grade, leur producteur ne réussissant pas à vendre la série Thunderbirds aux médias américains, propose à Gerry Anderson et son équipe de créer d'autres séries succeptibles d'interesser les diffuseurs outre-atlantique. Seront ainsi produites Captain Scarlet et Joe 90. 

### Film en prise de vue réelle
Gerry Anderson tente à la fin des années 60 un virage vers les séries en prise de vue réelles. Sera ainsi produite la série Secret Service qui mélange animations et prises de vues réelles. Les studio d'animation sont fermés en 1969. Gerry et Sylvia Anderson produisent cette année le film d'anticipation Doppelganger (Journey to the far side of the sun), puis la série de science fiction UFO (Alerte dans l'espace). Les premiers résultats d'audience aux USA d'UFO sont si prometteurs que Lew Grade demande la pré-production d'une second saison. Les audiences s'effondrent ensuite et le projet est mis en jachère avant que Gerry Anderson propose d'adapter le travail amorcé pour créer la série d'anticipation Cosmos 1999, interprétée entre autres par les acteurs Martin Landau et Barbara Bain qui durera 2 saisons.
Gerry Anderson est revenu sur le devant de la scène dans les années 80 avec une série qui connaîtra un gros succès dans les pays anglo-saxons. Mais ici pas de technique sophistiquée pour faire fonctionner les marionnettes, elles sont manipulées avec des gants. Les moyens financiers étant plus modestes, les économies sont aussi réalisées sur la pellicule, pas de film 35 mm mais un tournage en 16 mm d'où une qualité visuelle moindre. Intitulée Terrahawks, elle bénéficiait d'effets visuels soignés avec de nombreuses maquettes de vaisseaux spatiaux. Elle durera trois saisons de 1983 à 1986 pour un total de 39 épisodes d'une durée de 25 minutes.

## Distinction
Gerry Anderson est fait membre de l'Ordre de l'Empire britannique en 2001.

## Séries de télévision (traduites en français)
Remarque : On ne retrouve ici que les séries traduites en français. — Pour une liste plus exhaustive, voyez la page Gerry Anderson en anglais.

### Séries filmées ensupermarionation
| Diffusion originale | Titre français           | Titre original                    |
| ------------------- | ------------------------ | --------------------------------- |
| 1960                | Four Feather Falls       | Four Feather Falls                |
| 1961-1962           | Supercar                 | Supercar                          |
| 1962-1963           | Fusée XL5                | Fireball XL5                      |
| 1964-1965           | L'Escadrille sous-marine | Stingray                          |
| 1965-1966           | Les Sentinelles de l'air | Thunderbirds                      |
| 1967-1968           | Capitaine Scarlet        | Captain Scarlet and the Mysterons |
| 1968-1969           | Joe 90                   | Joe 90                            |
| 1969                | Service secret           | The Secret Service                |

### Séries classiques
| Diffusion originale | Titre français                                            | Titre original |
| ------------------- | --------------------------------------------------------- | -------------- |
| 1970-1971           | UFO, alerte dans l'espace Au Québec: Alerte dans l'espace | UFO            |
| 1972-1974           | Poigne de fer et séduction Au Québec: Les protecteurs     | The Protectors |
| 1975-1977           | Cosmos 1999                                               | Space: 1999    |
| 1994-1995           | Space Precinct                                            | Space Precinct |

## Films
| Diffusion originale | Titre français                | Titre original                                    |
| ------------------- | ----------------------------- | ------------------------------------------------- |
| 1966                | L'odyssée du cosmos           | Thunderbirds are go!                              |
| 1969                | Thunderbirds et Lady Pénélope | Thunderbirds 6                                    |
| 1969                | Danger, planète inconnue      | Doppelgänger / Journey to the far side of the sun |
| 1976                |                               | The day after tomorrow / Into Infinity            |